# Óscar Castro Zúñiga
assinatura
Vista da sepultura.
Óscar Castro Zúñiga (Rancagua, 25 de março de 1910 - Santiago, 1 de novembro de 1947) foi um escritor e poeta chileno. Sua obra literária abrange tanto o gênero operístico quanto o gênero narrativo, muito mais realista e próximo do movimento crioulo.

## Juventude e estudos (1910 no início da década de 1930)
Óscar Castro Zúñiga nasceu em Rancagua em 25 de março de 1910, filho de Francisco Castro e María Esperanza Zúñiga, terceiro dos cinco irmãos: Graciela, Javier, Elba e Irma.
Em 1917, ele se matriculou como aluno regular na Escola Superior № 3, uma grande escola pública em Rancagua. No entanto, ele adoeceu com tosse convulsiva e teve que renunciar temporariamente aos seus estudos. Em 1923, a família, depois de abandonada pelo pai, recebe o apoio de Julio Valenzuela, um tio próximo da família, que está matriculado no Oscar no Instituto O'Higgins, uma escola particular, onde ele teria ficado pelo menos um ano Por várias razões desconhecidas, ele não permitiu que seu tio continuasse ajudando-o e tornou-se um homem autodidata. As coisas se tornaram mais difíceis para ele e sua família devido à Grande Depressão e à onda de preocupação pública no Chile. Apesar dessas dificuldades, Julio Valenzuela desempenhou um papel fundamental em sua estréia como escritor, financiando até mesmo suas primeiras publicações.

## Trajetória (1926-1947)

### Seus primeiros passos como poeta e escritor
Em 1926, ele escreveu seus primeiros poemas publicados na revista local Don Fausto, sob o pseudônimo de "Raúl Gris", como uma homenagem ao seu irmão mais novo. Em 1929 ele publicou seu primeiro poema com seu nome real intitulado Poem para sua associação publicado em alguns jornais locais.
Em 25 de outubro de 1934 após a dissolução do Círculo de Jornalistas de Rancagua devido a diferenças entre os seus membros após o fim da República Socialista do Chile, Oscar Castro, alguns de seus amigos e um grupo de intelectuais proeminentes, incluindo Nicomedes Guzmán Agustín Zumaeta Basalto, criaram o grupo literário "Los Inútiles". Durante esta época, iniciou uma relação sentimental e epistolar com Estela Sepúlveda que durou até à sua morte. Em 1935, ele se juntou ao jornal La Tribuna como editor.
No final da década de 1930, uma longa relação com a atriz e escritora Ernestina Zúñiga, conhecida por seu pseudônimo Isolda Pradel.[carece de fontes?]

### Carreira literária e interesse nacional após sua morte
Sua carreira literária começou a interessar-se pelo país desde o começo de 1936, quando escreveu em Responso a Federico García Lorca em homenagem ao autor espanhol assassinado durante a Guerra Civil. Alguns meses depois, em 12 de junho de 1937, sua mãe morreu. No mesmo ano, o Editorial Nascimento publicou sua primeira coletânea de poemas, Camino del Alba.
Em 1939, ele foi premiado na Argentina por uma série de notícias camponesas publicadas em algumas revistas. No mesmo ano, Editorial Zig-Zag publica seu primeiro livro de história, Footprints on the Earth. Em 1941, por decreto do Ministério da Educação, foi nomeado bibliotecário da homens universitários Rancagua - rebatizado em 1971 por Oscar Castro Zúñiga Grau, graças a uma campanha conjunta para estudantes e membros do grupo literário A desnecessário. Escola pública, ele também trabalhou como jornalista e professor de espanhol. No mesmo ano, ele criou uma escola pública para trabalhadores, a Escola Noturna de Rancagua e outros professores.
Em 1942 foi incluído com Nicanor Parra e Victoriano Vicario na antología Tres Poetas Chilenos publicada por Tomás Lago.
Em 1945, sua filha, Letícia Esmeralda, morreu repentinamente por razões desconhecidas.  Alguns meses depois, ele foi diagnosticado com tuberculose grave e hospitalizado por dois meses. Em 1946, ele aceitou um emprego na escola secundária Juan Antonio Ríos, em Santiago, onde começou seu trabalho em 8 de março de 1947 e continuou em Rancagua. Apesar do apoio de seus colegas escritores, sua saúde se deteriorou gravemente e ele entrou no Hospital del Salvador em 12 de setembro para morrer em Santiago de 1 a 19 de novembro de 1947
.
A maioria de suas obras não foram publicadas antes de sua morte. No momento da sua morte, Castro era constantemente ridicularizado e criticado por seus críticos, incluindo Hernán Díaz Arrieta e a maioria dos cronistas tiempo tradicional, por seu ativismo político e sua literatura rara "provincial" e "kitsch". No entanto, seus trabalhos inéditos a serem cumpridas em um momento de censura severa no Chile, quando, em 1950, Zigzag Editorial e Nascimento Editorial publica todos os seus trabalhos inéditos, canções especialmente quando Ariel Arancibia compostas do álbum Homenaje a Oscar Castro. (1970), originalmente registrado por Héctor Duvauchelle e Los Cuatro de Chile e Humberto Duvauchelle (irmão de Héctor Duvauchelle).

### O legado
Literatura Oscar Castro é considerado literatura chilena muito especial do século XX, inspirado por uma visão de mundo muito inspirado por Federico García Lorca ea coleção de canções tradicionais, incorporando a linguagem específica da sociedade chilena do tempo. um duro crítico das desigualdades e contrastes da sociedade chilena da época, e um discurso cada vez mais sério, intimamente ligado ao trabalho de Walt Whitman e Luis de Góngora. Apesar destes contrastes e da evolução de sua literatura, uma voz única e pessoal é reconhecida em todo o seu trabalho por causa de seu indiscutível selo, ele descreve na Memória chilena: "clareza, transparência, humanismo, erotismo, justiça social e manipulação da linguagem, palavra precisa, adjetivo correto ".
No final de 1930, Castro foi visto no Chile como um dos representantes da "poesia de clareza" corrente literária inspirada em parte pelo trabalho da morte de Federico García Lorca, e foi criado em resposta a apertada e o subjetivismo da vanguarda histórica. A evolução da obra literária de Castro engloba dois segmentos muito específicos e, à primeira vista, estilisticamente diferentes. À primeira vista, uma linguagem poética, tons melancólicos, luz, transparentes em sua língua, líricas e transparentes em suas metáforas, métricas e maestria impecável de composição do romance, que é evidente em obras como Journey do amanhecer à noite (1938), apoiado por um prólogo de Augusto d'Halmar ou o póstumo Glosario Gongorino (1948). Por sua vez, a sua história, em histórias como Llampo de Sangre (1950) é mais realista, aproximando criollismo foi uma grande influência na literatura chilena visão contemporânea bruto para servir como referência e inspirar o trabalho de escritores chilenos do final do século XX e início do século XXI, como Pedro Lemebel, Hernán Rivera Letelier, Juan Radrigán, Nona Fernández, entre outros.

### Poesia
- 1937: Camino en el alba
- 1938: Viaje del alba a la noche
- 1944: Reconquista del hombre
- 1948: Glosario gongorino
- 1950: Rocío en el trébol

### Novelas e histórias
- 1940: Huellas en la tierra
- 1950: Llampo de sangre
- 1945: Comarca del jazmín
- 1951: La vida simplemente
- 1965: Lina y su sombra
- 1967: El valle de la montaña

### Antologias
- 1939: 8 nuevos poetas chilenos (ed. Sociedad de Escritores de Chile)
- 1942: Tres poetas chilenos (ed. Tomás Lago)
- 1975: Cuentos completos
- 2000: Epistolario íntimo de Óscar Castro (ed. Pedro Pablo Zegers & Thomas Harris)
- 2004: Obra reunida
- 2018: Cartas a Estela (ed. Flavio Vicente Lillo)
- 2019: Para que no me olvides (ed. Universidad de Valparaíso)[12]

### Reedições
- 2016: Siete veces Lucero + versión original (ed. Claudia Apablaza)

### Obras musicais baseadas em Castro Zúñiga
- 1970: Homenaje a Óscar Castro Zúñiga: Los Cuatro de Chile, Hector y Humberto Duvauchelle (Music by Ariel Arancibia, Lyrics by Óscar Castro Zúñiga)